# Frank Beyer
Frank Beyer (Nobitz, Altenburger Land, 1932 - Berlín, 2006) va ser un director de cinema alemany, més exactament de l'antiga RDA, que va desenvolupar la seva carrera entorn de la agència cinemátográfica DEFA. Va estudiar teatre a Alemanya, i va continuar els seus estudis a l'Escola Superior de Cinema de Praga.

## Obra
Si bé la seva obra pot emmarcar-se dins del típic cinema ideològic, comunista, compromès amb la societat, de l'Alemanya oriental de la Guerra Freda, amb un caràcter inequívocament èpic,té un impecable tècnic-cinematogràfica, amb un magistral desenvolupament de la història i un exquisit respecte per la fotografia, amb primers plans d'una composició i una força narrativa immillorables.
Un perfecte exemple de tot l'anterior és la seva pel·lícula Fünf Patronenhülsen (Cinc cartutxos) en la qual el joc de primers plans de les primeres escenes, així com altres posteriors i la qualitat tècnica de la cinta, són d'una qualitat inqüestionable. Una altra cosa és el maniqueisme victimista de la història (centrada en les peripècies d'un "heroic" grup de soldats de les Brigades Internacionals) i retratar a l'"altre bàndol" dins d'un estereotip tan artificial i situat en uns entorns rurals i costumistes que qualsevol espanyol segurament trobarà bastant aliens, més pròxims del tòpic mexicà tradicional que d'un poble d'Espanya.
Part de les seves produccions es van realitzar en televisió, entre elles la pràctica majoria de les corresponents als últims anys de la seva carrera.

## Premis i reconeixements
Entre altres dels seus reconeixements internacionals, l'any 1975 va ser nominat als Oscar com a millor director per la seva pel·lícula Jakob der Lügner (Jakob el mentider) que va guanyar l'Os de Plata al 25è Festival Internacional de Cinema de Berlín. Va rebre el premi de la crítica alemanya del 1979 per das Versteck(L'amagatall).

## Filmografia
Tots els títols dirigits i escrits per Frank Beyer llevat que s'indiqui el contrari. Font:Fundació DEFA
| Any  | Títol                                   | Notes                                                                             |
| ---- | --------------------------------------- | --------------------------------------------------------------------------------- |
| 1954 | Wetterfrösche                           | Film com a estudiant                                                              |
| 1955 | Ernst Thälmann - Sohn seiner Klasse     | Intern                                                                            |
| 1955 | Tsar und Zimmermann                     | Director assistent                                                                |
| 1955 | Die Irren sind unter uns                | Pel·lícula d'estudiant, codirigida i co-escrita amb Ralf Kirsten i Konrad Petzold |
| 1956 | Schlösser und Katen                     | Ajudant d'adreça                                                                  |
| 1957 | Zwei Mütter                             |                                                                                   |
| 1957 | Das Stacheltier: Fridericus Rex         |                                                                                   |
| 1957 | Polonia-Express                         | Director assistent co-escrita amb Kurt Jung-Alsen                                 |
| 1957 | Das Stacheltier: Das Gesellschaftsspiel |                                                                                   |
| 1959 | Eine alte Liebe                         | Co-escrita amb Werner Reinowski                                                   |
| 1960 | Fünf Patronenhülsen                     | Guió per Walter Gorrish                                                           |
| 1962 | Königskinder                            | Guió per Edith Gorrish and Walter Gorrish                                         |
| 1963 | Nackt unter Wölfen                      |                                                                                   |
| 1963 | Karbid und Sauerampfer                  |                                                                                   |
| 1966 | Spur der Steine                         | Guió per Karl Georg Egel                                                          |
| 1968 | Der Geizige                             | Television film                                                                   |
| 1971 | Rottenknechte                           | Pel·lícula de Televisió, co-escrita per Klaus Escalfi                             |
| 1972 | Januskopf                               | Actor                                                                             |
| 1973 | Die sieben Affären der Donya Juanita    | Pel·lícula de Televisió, co-escrita per Eberhard Panitz                           |
| 1974 | Jakob der Lügner                        |                                                                                   |
| 1977 | Das Versteck                            |                                                                                   |
| 1978 | Geschlossene Gesellschaft               | Pel·lícula de Televisió,                                                          |
| 1981 | Der König und sein Narr                 | Pel·lícula de Televisió, guió per Ulrich Plenzdorf                                |
| 1981 | Die zweite Haut                         | Pel·lícula de Televisió, guió per Klaus Poche                                     |
| 1983 | Der Aufenthalt                          | Guió per Wolfgang Kohlhaase                                                       |
| 1984 | Bockshorn                               | Guió per Ulrich Plenzdorf                                                         |
| 1989 | Der Bruch                               | Guió per Wolfgang Kohlhaase                                                       |
| 1991 | Ende der Unschuld                       | Telefilm, guió de Wolfgang Menge                                                  |
| 1991 | Der Verdacht                            | Guió per Ulrich Plenzdorf                                                         |
| 1992 | Sie und Er                              | Pel·lícula de Televisió, guió per Klaus Poche                                     |
| 1992 | Das große Fest                          | Pel·lícula de Televisió, guió per Klaus Poche                                     |
| 1993 | Das letzte U-Boot                       | Pel·lícula de Televisió, guió per Knut Boeser                                     |
| 1995 | Wenn alle Deutschen schlafen            | Pel·lícula de Televisió, guió per Jurek Becker                                    |
| 1995 | Nikolaikirche                           | Pel·lícula de Televisió, coescrita per Eberhard Görner i Erich Loest              |
| 1997 | Der Hauptmann von Köpenick              | Pel·lícula de Televisió, guió per Wolfgang Kohlhaase                              |
| 1998 | Abgehauen                               | Pel·lícula de Televisió, guió per Ulrich Plenzdorf                                |